# Caloptilia acerifoliella
Caloptilia acerifoliella là một loài bướm đêm thuộc họ Gracillariidae. Nó được tìm thấy ở Hoa Kỳ (Colorado và Utah).
Ấu trùng ăn Acer, bao gồm Acer glabrum và Acer grandidentatum. Chúng ăn lá nơi chúng làm tổ.